# Hátszegváralja
Hátszegváralja vagy Váralja (románul: Subcetate) falu Romániában, Erdélyben, Hunyad megyében.

## Fekvése
A Sztrigy és a Nagypatak összefolyásánál, duzzasztással létrehozott víztározó nyugati partján, Hátszegtől öt kilométerre délkeletre fekszik.

## Nevének eredete
Nevét Hátszeg váráról kapta, és párhuzamos Őraljaboldogfalva nevével. Román neve a magyar értelmi megfelelője. A 19. században a mai mellett még a magyar alak átvételéből származó Varalău és a tautologikus Orlea sub Cetate nevet is használták.

## Története
Először 1447-ben, Waralya néven említették. 1453-ban Déva várának tartozéka volt. 1462-től a Kendefi és a Kenderesi család birtoka. 1482-től a vajdahunyadi uradalomhoz tartozott. Román lelkésze azok között volt, akik a vidék papjainak 1699. január 21-én, Baresden tartott gyűlésén a református egyház keretei között való maradást választották.
Itt csatlakozott a Piski–Petrozsény vasúthoz az 1908-ban megépült Karánsebes–Hátszeg fogaskerekű vasútvonal. Az utóbbi 1978-ig közlekedett.
1880-ban 544 lakosából 489 volt román és 17 magyar anyanyelvű; 518 görög és 11 római katolikus, 5 református és 5 ortodox vallású.
2002-ben 574 lakosából 567 volt román és 5 cigány nemzetiségű; 486 ortodox és 78 pünkösdista vallású.

## Nevezetességek

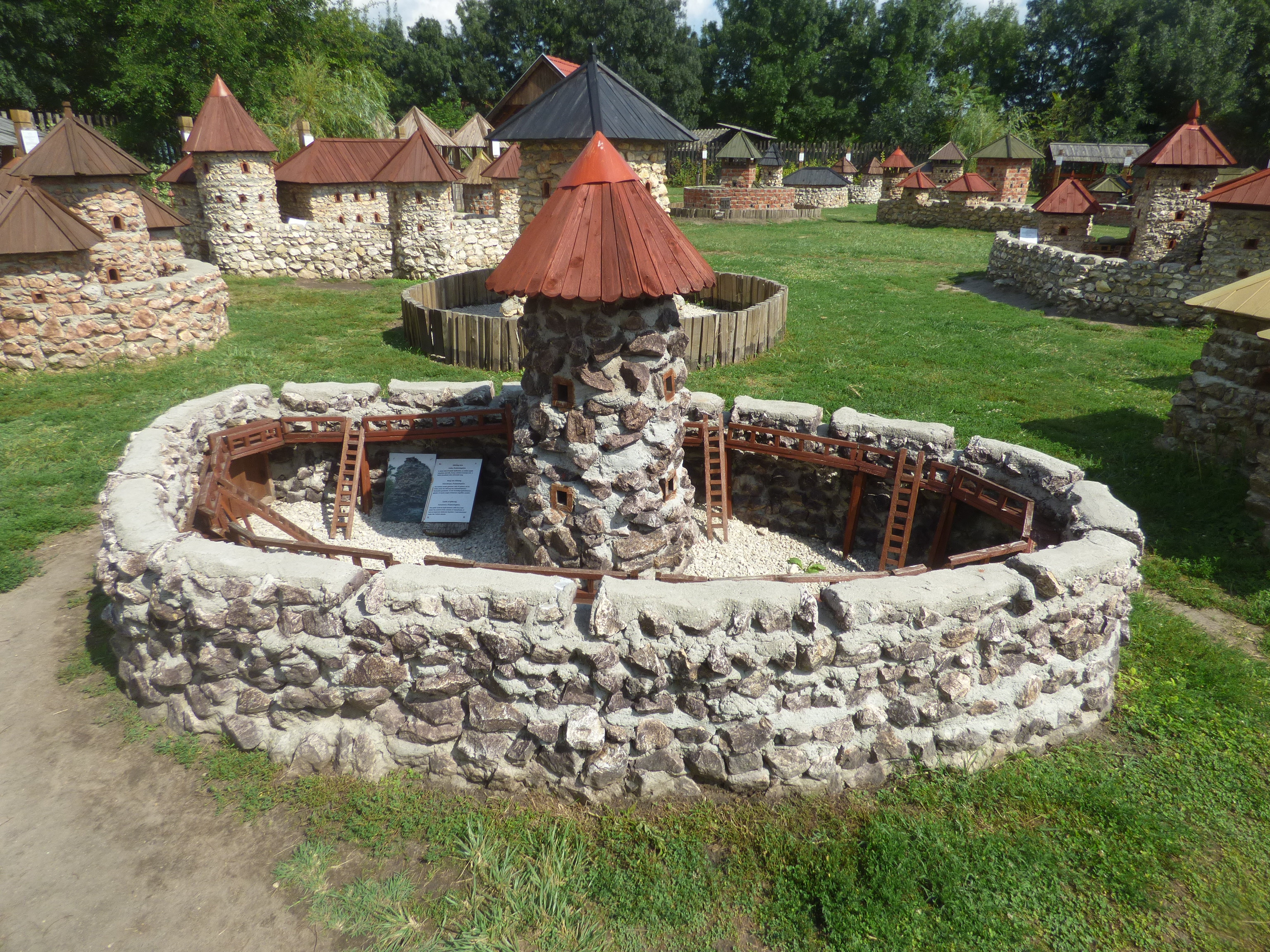
Hátszeg várának makettje a dinnyési Várparkban (a kiállítás ismertetője a vár egykori helyét Őraljaboldogfalva területére teszi)

- A tőle délnyugatra magasodó hegyen áll Hátszeg várának romja. Eredetileg a hátszegi román kerülethez tartozó királyi vár volt. Először 1276-ban említik a vidék ispánját, ekkor minden bizonnyal már a vár is létezett. 1315-től állt az erdélyi vajdák felügyelete alatt. Várnagyait 1448-ig ismerjük. 1463-ban a Kendefieké lett, és 1482-ben valószínűleg még épen állt. Ötszögű tornyának csonkja 6,2–6,3 méteres magasságig áll, ezt ovális sánc és árok veszi körül.

## Képek

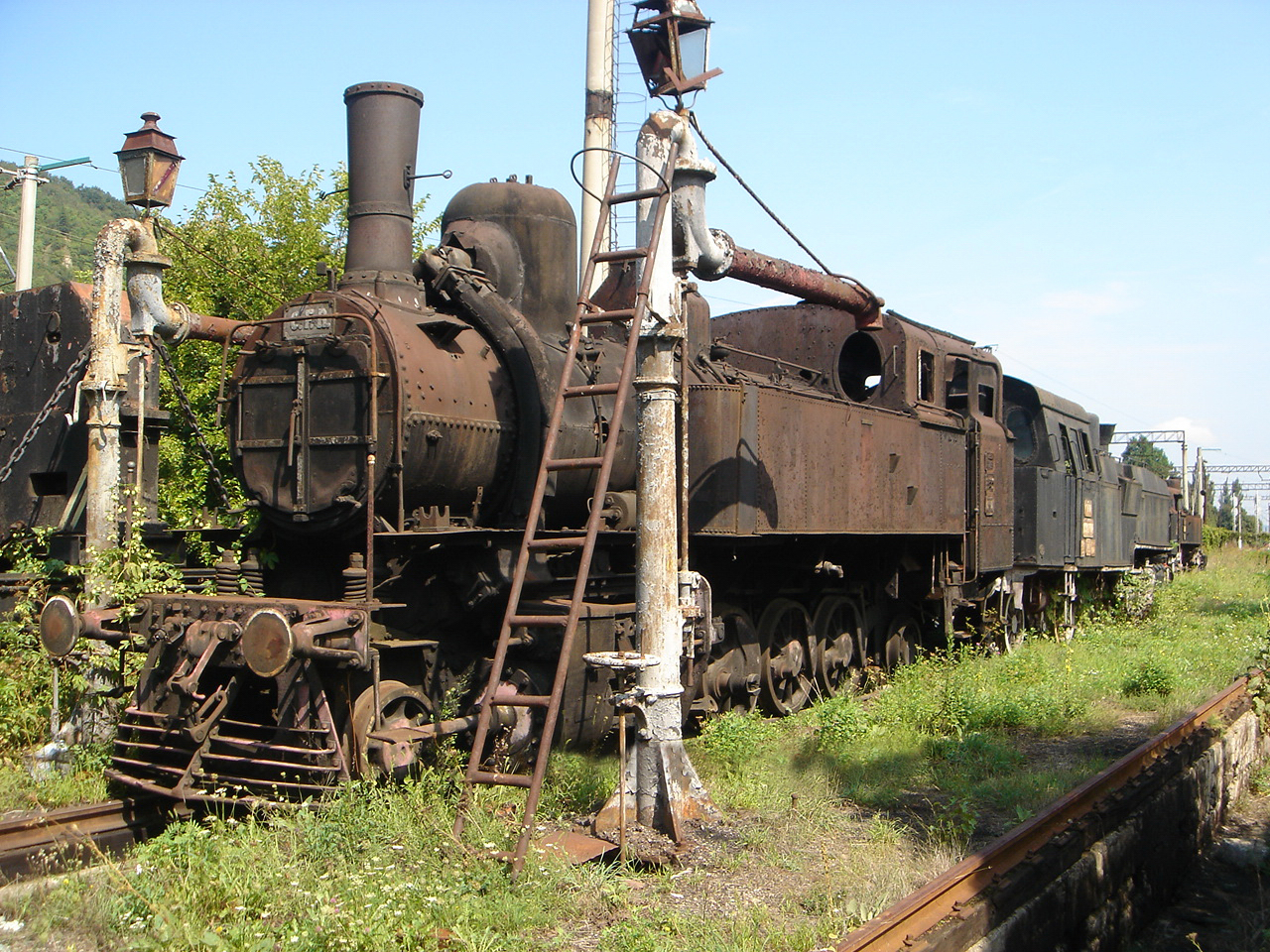
1908–09-ben a floridsdorfi WLF gyárban készített, egykor a Karánsebes–Hátszeg vonalon közlekedő gőzmozdony a hátszegváraljai depóban
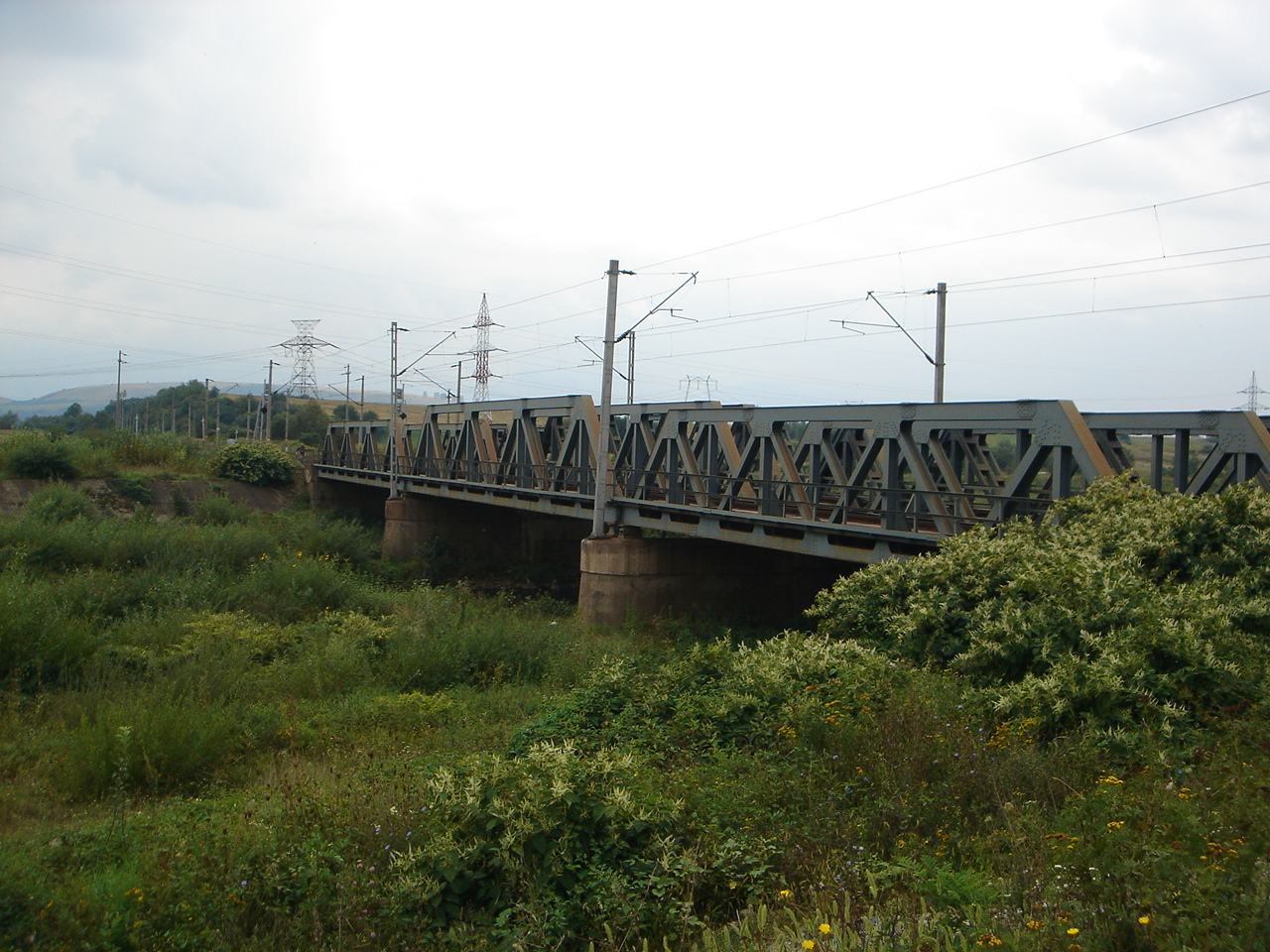
Vasúti híd
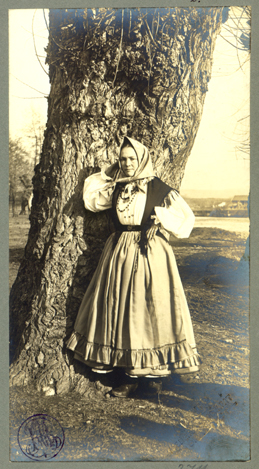
Női viseletek a 20. század elején (Adler Lipót felvételei)
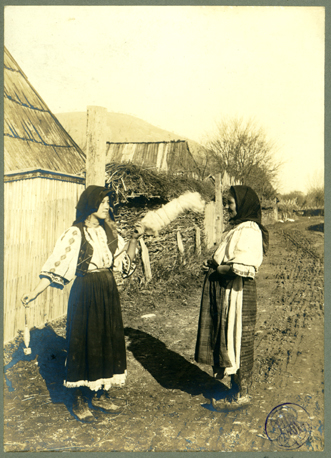